# كأس ملك إسبانيا 1903
كأس ملك إسبانيا 1903 (بالإسبانية: Copa del Rey de Fútbol 1903)‏ هو موسم من كأس ملك إسبانيا. أقيم خلال الفترة 6 أبريل 1903 وحتى 8 أبريل 1903، وفاز فيه أتلتيك بيلباو.